# Tåbäcken
Tåbäcken är en ort i Bjurtjärns socken i Storfors kommun i Värmland. Fram till och med år 1995 klassade SCB Tåbäcken som en småort.